# Brookfield Asset Management
Brookfield Asset Management Inc. ist ein börsennotiertes kanadisches Vermögensverwaltungsunternehmen mit Firmensitz in Toronto. Brookfield investiert für seine Kunden über verschiedene Fonds überwiegend in sogenannten alternativen Vermögensgegenständen, insbesondere im Immobilien- und Infrastruktursektor (Transport, Erneuerbare Energien etc.). Brookfield beschäftigt weltweit rund 23.000 Mitarbeiter und ist in zwanzig Ländern, darunter in Südamerika, Asien, Australien und Europa aktiv. Die Beteiligungen im Portfolio des Unternehmens belaufen sich auf rund 150 Milliarden kanadische Dollar. Das Unternehmen ist im kanadischen Leitindex S&P/TSX 60 gelistet und an der Toronto Stock Exchange sowie an der New York Stock Exchange notiert.

## Geschichte
1899 wurde die São Paulo Railway, Light and Power Company durch William Mackenzie, Frederick Stark Pearson und andere Geschäftsmänner gegründet. 1904 änderte man das Wort Railway in Tramway um und somit hieß das Unternehmen Rio de Janeiro Tramway, Light and Power Company, das von der Mackenzie’s Group neugegründet wurde. 1912 wurde die Brazilian Traction, Light and Power Company Ltd. an die Börse gebracht. Das Unternehmen begann mit der Stromgewinnung aus natürlichen Rohstoffen und bietet diese auch in Brasilien an. Ab 1916 bot die Great Lakes Power Company Limited Energie aus Wasserkraft in Sault Ste. Marie und dem Algoma District in Ontario an. 1966 änderte die Brazilian Traction, Light and Power Company Limited ihren Namen in Brazilian Light and Power Company Limited um. 1969 erfolgte die Umbenennung der Brazilian Light and Power Company Limited zu Brascan Limited (BL). 1979 wurden die brasilianischen Vermögenswerte an das brasilianische Tochterunternehmen Eletropaulo and Light S.A. transferiert. Das Unternehmen begann mit der Ausweitung der Beteiligungen in anderen Geschäftsbereichen.
2005 wurde das Unternehmen in Brookfield Asset Management (BAM) umbenannt.
Zum 1. August 2018 übernahmen die Tochterfirma Brookfield Business Partners L.P. und weitere Partner die Westinghouse Electric Company, deren Insolvenz nach Chapter 11 wurde daraufhin aufgehoben.
Im Oktober 2022 kündigte Brookfield Renewable Partners L.P. (eine weitere Tochter von Brookfield Asset Management) gemeinsam mit dem ebenfalls kanadischen Uranproduzenten Cameco an, die Westinghouse Electric Company von Brookfield Business Partners zu übernehmen. Dabei soll ein Mehrheitsanteil von 51 % an Westinghouse bei Brookfield verbleiben, während Cameco die übrigen 49 % halten wird. Die Übernahme wurde im November 2023 abgeschlossen.
2021 erwarb Brookfield Business Partners die Containerwohnbaufirma Modulaire Group (ehem. Algeco Group) für ungefähr 5 Milliarden USD, davon seien rund 1,6 Milliarden USD Eigenkapital (private equity), 500 Millionen USD aus der Brookfield Business Partners und der andere Teil von institutionellen Anlegern.